# 有賀長雄

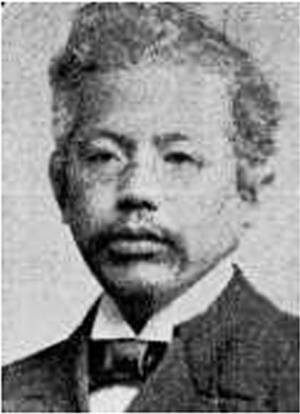

有賀長雄（日語：有賀長雄/ありが ながお，1860年11月13日—1921年6月17日），字帚川，日本法学家，法学博士、文学博士。曾参与中国清末预备立宪。1913年3月起出任中华民国政府法律顾问，历经袁世凯、黎元洪、冯国璋、徐世昌四任大总统，1919年辞职。有賀長雄曾被瑞士國際法學家Carl Hilty提名為1909年諾貝爾和平獎候選人，為日本人首例。

## 生平

### 早年生涯
1860年11月13日，有贺长雄出生于日本大阪。1882年，他从东京帝国大学文学部毕业。此后他任成立学舍教师。1884年，他任元老院書記官。1886年至1887年，他留学德国柏林大学及奥地利，曾经随劳伦斯·冯·斯坦因学习宪法学。1887年回国后，他历任枢密院书记官、议长秘书、内阁总理大臣秘书等职，并先后任日本陆军大学校、海軍大学校、東京帝国大学、慶應義塾大学、早稻田大学等校教授，主讲宪法及国际法，他还曾任日本《外交评论》杂志主笔。
1894年至1895年甲午战争期间，他出任陆军大将大山岩伯爵的国际法顾问；其间发表《日清战争国际法论》，为日本辩护。1897年，他获得法学博士学位。1897年起，任东京帝国大学等学校的教授。在中国清末留学日本热潮中，他是很多中国青年的老师。据其本人估计，中国留日的法政人才中，约五分之二听过其授课。1904年至1905年日俄战争期间，他作为乃木希典的国际法顾问，两次到过中国。战后他发表《满洲委任统治论》、《日俄战争国际法论》，主张中国保有满洲主权、但由日本委任统治，遭到梁启超等人的激烈批判。1905年，中国出洋考察政治五大臣回国后提交的《欧美政治要义》，即出自有贺长雄之手。1907年至1908年，中国“出使日本考察宪政大臣”达寿提交的报告，其中也有相当部分由有贺长雄操刀。1908年至1909年，中国驻日本公使李家驹接任考察宪政大臣，也多次听有贺长雄授课，而李家驹回国后任资政院副总裁、总裁，并与汪荣宝起草《十九信条》，有贺长雄学说对中国的影响，在所难免。1911年，他获得文学博士学位。

### 在华期间
1913年，因坂西利八郎推荐（一说为莫理循推荐），袁世凯令中国驻日本公使馆数度邀请他来中国任顾问，有贺长雄均加以婉拒。后袁世凯请有贺的故旧、日本前首相大隈重信劝说，有贺长雄遂于1913年3月渡海来华任职，年薪约3.8万日元，比中华民国国务总理还高，仅次于大总统。
1913年，他在总统府内组织“宪法研究谈话会”，座上宾有曹汝霖、陆宗舆等人，当时中国从政的法学家，几乎都“奉有贺为导师”。有贺对中国宪政的前景十分悲观，认为“再阅二十年，恐中国宪法尚未确定也”，他主张修改《中华民国临时约法》，改责任内阁制为总统集权，以上观点，今日观之，倒不失先见之明；但是有贺长雄提出“国权授受说”，认为中华民国的主权来自于前清的转让，反对“人民主权”学说，对中国宪政负面影响很大。
1913年8月，他发表《观弈闲评》，其中提出的制度设计大致与今天法国的总统制类似。同年10月，他又在《申报》发表了其名气最大的《共和宪法持久策》，反对国民党控制的国会正在讨论的《天坛宪草》，认为责任内阁制对中国弊大于利。其后他又参与《中华民国约法》的起草。1914年5月《中华民国约法》颁行后，袁世凯送给有贺长雄一套宋代金石拓片，以表谢意。后世受郭廷以《近代中国史纲》影响，误传《观弈闲评》、《共和宪法持久策》这两篇著述发表于1915年袁世凯称帝前。
1915年8月，美国约翰·霍普金斯大学校长古德诺发表《共和与君主论》，认为共和与君宪本无优劣之分，但总统集权或者君主开明专制更有利于中国，文章被中国帝制派断章取义，大肆炒作。而有贺长雄当时发表的《新式国家之三要件论》则因为过于含蓄，不便宣传，故而不为帝制派所喜。这篇文章认为政治体制效法西洋，必须满足国会步入正轨、司法独立、小学教育普及这三个要件，中国只有这些条件都达到，政治现代化才不至于邯郸学步。
1915年下半年，帝制进入实施阶段，有贺长雄以日本皇室典范的蓝本，向袁世凯进呈了一份《皇室典范》，其主要内容包括：
- 一、中华帝国大皇帝传统子孙，万世延绵；
- 二、大皇帝位传统嫡长子为皇太子，皇太子有故，传嫡长孙；
- 三、中华帝国大皇帝，为汉满蒙回藏五族大皇帝，公主、郡主得下嫁五族臣民；
- 四、皇室自亲王以下，至于宗室，犯法治罪，与庶民同一法律；
- 五、亲王、郡王得为海陆军官，不得组织政党及为重要政治官吏；
- 六、永远废除太监制度；
- 七、宫中设立女官，永远废除采选宫女制度；
- 八、永远废除各方进呈贡品制度（满蒙回藏各王公世爵年班朝觐贡品除外）；
- 九、皇室典礼事务，设宫内大臣掌领之；
- 十、凡皇帝亲属，不得经营商业，与庶民争利。

在袁世凯推行洪宪帝制后，有贺长雄的这十条皇室典范被袁世凯施行。
1915年12月18日，正当袁世凯全力筹备帝制时，有贺长雄仿效中国古代大臣，上表感谢袁世凯赠送宋拓墨蹟，自称外臣：「事窃外臣以草莽之身，屡蒙恩遇……因外臣酷爱唐人墨蹟，又蒙颁赐……外臣叨蒙恩知，备员法律顾问……卖国利外，非外臣所敢为」云云，在日本国內外颇有反响，北京大和俱乐部为此將有贺除名。
1917年五年合约届满，中华民国大总统府继续聘用有贺长雄为顾问。这其中有日本政府施压的因素。1919年，有贺长雄离开中国。
1921年5月17日，有贺长雄在日本病逝。

## 著作
主要著作有：
- 《日清战争国际法论》（1896）
- 《国法学》（1903）
- 《近时外交史》（1903）
- 《满洲委任统治论》（1905）
- 《日俄战争国际法论》（1905）
- 《最近三十年外交史》（1914）

对中国影响较大的著作有：
- 《共和宪法持久策》（1913）
- 《皇室典范》（1915）

## 家庭
- 弟：有賀長文（三井合名常務理事）